# Argentinas herrlandslag i fotboll

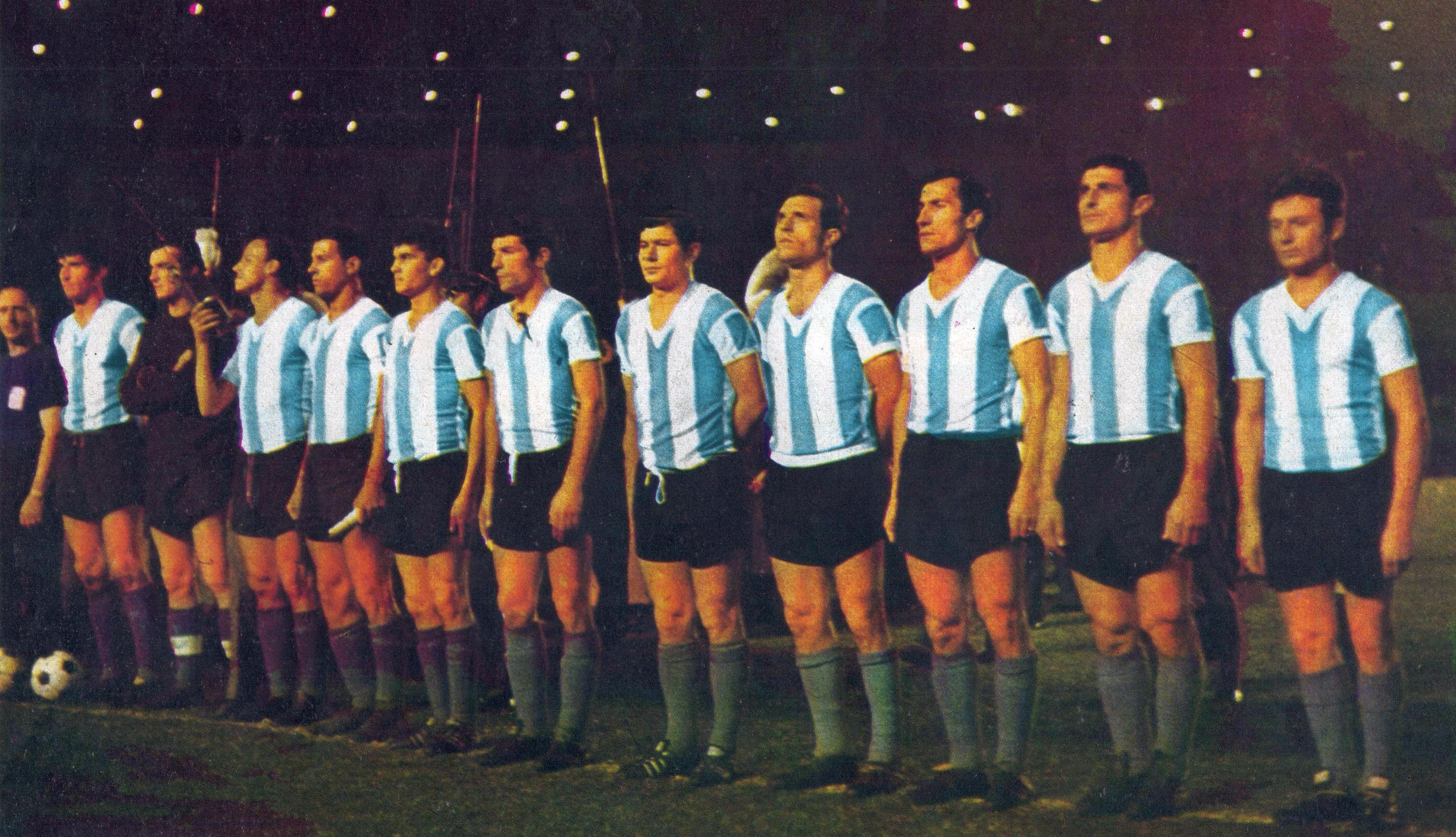
Argentinas herrlandslag i fotboll 1964

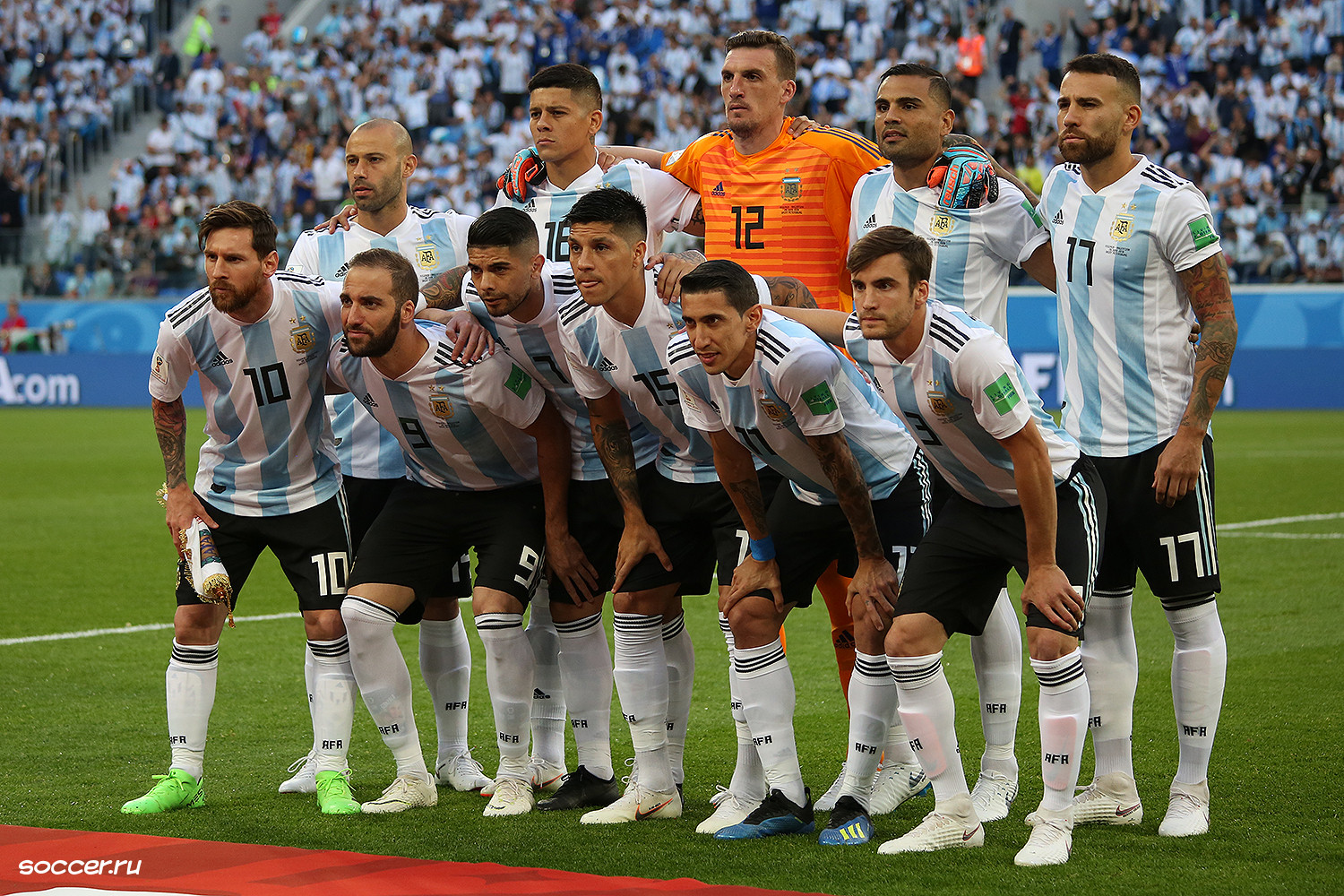
Argentinas herrlandslag i fotboll 2018

Argentinas herrlandslag i fotboll, även kallade Albicelestes vilket ungefär betyder de vita och himmelsblå, är ett av de mest framgångsrika med tre VM-titlar och ytterligare tre VM-finaler. Argentina nådde VM-final för första gången 1930 då det första VM-slutspelet ägde rum i Uruguay. Det skulle dock dröja fram till 1978 innan man blev världsmästare för första gången. 
Argentina spelade sin första officiella landskamp i fotboll för herrar den 16 maj 1901, då man vann med 3–2 mot Uruguay i Montevideo.

## Historia
Den första titeln som Argentinas landslag vann var sydamerikanska mästerskapet i fotboll 1921. 1928 tog man silver vid de olympiska spelen i Amsterdam.

### VM-silver 1930
Argentina tog silver vid det första världsmästerskapet i Uruguay 1930. 

### 1978 Kempes fina slutspel resulterade i guld
Argentina vann VM på hemmaplan efter finalseger i Buenos Aires mot Nederländernas herrlandslag i fotboll. Den stora hjälten var VM-skyttekungen Mario Kempes. Man ratade bl.a. en ung tonåring ifrån truppen, Diego Maradona. Efter två 2–1-segrar över Ungern och Frankrike så föll man mot Italien med 1–0 men gick vidare. I andra omgången fick man möta Brasilien, Polen och Peru. När man besegrade Polen med 2–0 i första matchen gjorde Mario Kempesför förlusten i finalen fyra år tidigare. Nederländerna saknade storstjärnan Johan Cruijff. Mario Kempes satte 1–0 i den 38:e minuten. I den 82:e minuten sköt inhopparen Dick Nanninga 1–1. I den absolut sista minuten sköt Rob Rensenbrink i stolpen och matchen gick till förlängning. Därefter gjorde Kempes 2–1 och Daniel Bertoni 3–1. Argentina blev nu världsmästare för första gången.

### 1982 Brasilien stoppade mästarna
Argentina kom till Spanien som regerande mästare och hade med sig talangen Diego Maradona.
Argentina hamnade i grupp C. I den första matchen föll man med 0–1 mot Belgien men segrade mot Ungern och El Salvador. I andra omgången hamnade man i VM:s Dödens grupp med Brasilien och blivande världsmästarna Italien. Man föll mot Italien med 1–2 och var nu tvungna att slå Brasilien, men man kunde inte stoppa Brasiliens superlag utan förlorade med 1–3.

### 1986 Maradona leder Argentina till nytt VM-guld
I Mexiko blev Argentina på nytt världsmästare när Diego Maradona briljerade och ledde laget fram till titeln. Gruppspelet var inga problem med segrar över Sydkorea och Bulgarien och oavgjort mot regerande mästarna Italien. I åttondelen vann man mot Uruguay med 1–0. Målet i den matchen gjordes av Pedro Pasculli. Maradona avgjorde kvartsfinalen mot England. Detta är en av de mest kända matcherna någonsin, då England och Argentina fortfarande var oense efter Falklandskriget.[källa behövs]
I den 51:a minuten kom en höjdboll mot straffområdet som Maradona nickade och samtidigt boxade över Peter Shilton, det så kallade "Guds hand-målet". 5 minuter senare gjorde Maradona det som 2002 röstats fram hos FIFA som århundradets snyggaste mål.[källa behövs] Han fick bollen på egen planhalva och gick på egen hand förbi halva engelska landslaget och gjorde mål med sin vänster. Gary Lineker gjorde Englands mål. 
I semifinalen mötte man Belgien. Maradona gjorde Argentinas båda mål. I finalen hårdbevakades Maradona men passade fram till det avgörande målet mot Västtyskland. Matchen slutade 3–2.

### 1990 Finalförlust mot Västtyskland
Argentina kom till VM i Italien som regerande världsmästare och var en av favoriterna. Det började illa, sensationslaget[källa behövs] Kamerun vann med 1–0 i premiären. Sedan vann Argentina mot Sovjetunionen med 2–0 och spelade 1–1 mot Rumänien. Detta räckte för att gå vidare bland de bästa grupptreorna. I åttondelsfinalen mötte man den stora rivalen Brasilien. Argentina vann matchen med 1–0 efter mål av Claudio Caniggia efter lysande förarbete av Maradona.
I kvartsfinalen stötte man på Jugoslavien. Matchen avgjordes med straffsparkar efter 0–0 och slutade 3–2 efter straffar. Diego Maradona missade sin straff. I semifinalen mötte man Italien i Neapel, Maradonas dåtida hemmaplan. I den 17:e minuten gjorde VM:s skyttekung[källa behövs] Salvatore Schillaci 1–0 till Italien. I den 68:e startade Maradona ett anfall. Han slog ut bollen på vänsterkanten, där Julio Olartecochea slog ett inlägg som Claudio Caniggia skarvade in i mål. Resultatet stod sig till full tid och straffar följde där Argentina vann. Den avgörande straffen sattes av Maradona. 
Finalen spelades mot Västtyskland. Maradona var hårt bevakad men några gånger kom han ändå förbi. Matchen avgjordes på en straffspark. I den 85:e minuten var Rudi Völler på väg in i straffområdet. Roberto Sensini sträckte fram foten mot bollen, Völler tappade balansen och föll. Sensini träffade bollen men domaren blåste straff. De argentinska spelarna blev upprörda och omringade domaren. Andreas Brehme sköt straffen i mål. Pedro Monzon och Gustavo Dezotti blev utvisade i finalen.

### 1994 Maradonas diskning stoppade Argentina
Argentina kom med ett starkt lag till USA-VM med än en gång ikonen Diego Maradona. Redan i första matchen storspelade Argentina och Maradona när laget vann med 4–0 mot Grekland, efter 3 mål av Gabriel Batistuta och ett av Maradona. Maradona spelade bra i nästa match med när man vann mot Nigeria med 2–1 efter dubbla mål av Claudio Caniggia. Men efter de två matcherna diskvalificerades Maradona efter ett positivt dopningsprov. I den sista gruppspelsmatchen föll man med 0–2 mot sensationen Bulgarien utan Maradona. Argentina tillhörde de bästa grupptreorna och gick vidare. I åttondelen väntade Rumänien. Argentina förlorade med 2–3 och var därmed ute ut turneringen.

### 1998 Seger mot England - ut mot Nederländerna
I Frankrike spelade Argentina för första gången sedan 1978 utan Diego Maradona. Öppningsmatchen började sådär med en 1–0-seger mot Japan efter mål av Batistuta. I nästa match spelade man ut Jamaica med 5–0. Ariel Ortega satte de två första målen, sedan gjorde Batistuta ytterligare tre. Sista matchen mot gruppens utmanare Kroatien vann man med 1–0. Argentina hade inte släppt in ett baklängesmål och såg starka ut mot åttondelsfinalen mot ärkerivalen England. 
I den sjätte minuten mot England bröt Diego Simeone in i det engelska straffområdet och föll enkelt på den engelske målvakten David Seaman. Batistuta slog in den efterföljande straffen i mål. Fyra minuter senare föll även Michael Owen enkelt i Argentinas straffområde och det blev straff till England. Den slog Alan Shearer in i mål. I den 16:e minuten plockade Owen upp en pass från mittlinjen av David Beckham och fortsatte framåt och ryckte ifrån Chamot och passerade Ayala på fel "sida" med en slalomdragning och sköt upp bollen i krysset. Argentina gjorde 2–2 på tilläggstid i den första perioden när Zanetti gjorde mål efter en frisparksvariant. 
Matchen innehöll en trasslig situation. David Beckham fälldes av Simeone vilket ledde till en engelsk frispark. Beckham gjorde en eftersläng mot Simeone och fällde honom framför ögonen på domaren varpå domaren gav Beckham rött kort. Matchen blev mållös och straffar fick avgöra.
Argentina stod som segrare i matchen efter att målvakten Carlos Roa räddat straffarna från Paul Ince och David Batty.
Efter den känslosamma matchen väntade Nederländerna i kvartsfinal. Patrick Kluivert sköt 1–0 till Nederländerna i den 12:e minuten. Argentina repade sig snabbt och Claudio Lopez prickade in 1–1 i den 17:e minuten. Men i den 89:e minuten gjorde Dennis Bergkamp ett mål och Argentina var därmed ute ur turneringen.

### 2002 Favoritskap i VM slutade i fiasko
Argentina tillhörde favoriterna till VM-titeln när slutspelet i Japan/Sydkorea började. Man hamnade i den så kallade Dödens grupp med Nigeria, Sverige och ärkerivalen England. Argentina började med att vinna mot Nigeria med 1–0 efter ett mål av Batistuta. I nästa match mötte man England. Där tog engelsmännen revansch och vann med 1–0 efter ett straffmål av David Beckham. 
Argentina dominerade matchen mot Sverige vilket dock svenska försvaret gjorde också. Argentinas veteran och avbytare Claudio Caniggia blev utvisad från bänken till läktaren. I den 59:e minuten satte Anders Svensson 1–0 till Sverige med en frispark i krysset. Argentina kvitterade i den 88:e minuten.
Mattias Jonson fällde Ariel Ortega och Argentina fick straff. Ortega sköt, Hedman räddade, men returen satte Hernán Crespo. Men 1–1 räckte för att Sverige skulle gå vidare och att Argentina skulle bli utslaget.

### 2006: Favoriter i halvtid
Argentina kom återigen som en av guldkandidaterna till VM i Tyskland. Man hade mer rutin i laget och dessutom nya underbarnet[källa behövs] Lionel Messi och Juan Roman Riquelme som haft en bra säsong i Villarreal. Argentina kom i den så kallade Dödens Grupp. I första matchen vann man mot Elfenbenskusten med knappa 2–1. I matchen mot Serbien och Montenegro vann Argentina med 6–0 där Cambiassos mål var en fin prestation, dessutom gjorde Messi ett mål. I sista matchen mot Nederländerna var det aldrig riktigt nära att förlora och det blev 0–0. 
I åttondelsfinalen mot Mexiko vann man med 2–1 efter förlängning. Maxi Rodriguez 2–1 mål ansåg många vara VM:s snyggaste[källa behövs] då han bröstade ett långt inlägg och slog till på volley direkt. I kvartsfinalen mot Tyskland tog Argentina ledningen och det verkade som att de skulle gå av planen som vinnare. Men sedan blev målvakten Abondazieri skadad och utbytt och med andremålvakten lyckades Miroslav Klose göra mål. I straffläggningen vann Tyskland. Direkt efter matchen bröt ett bråk ut mellan argentinska och tyska spelare.

### 2010: Andra raka förlusten mot Tyskland
Argentina fick stora problem i kvalet och var nästan nära på att misslyckas med att kvala in till VM! Men tack vare 1–0 mot Uruguay i kvalet gick man vidare till VM. Argentina startade med att vinna med 1–0 mot Nigeria. Mot Sydkorea i nästa match vann man med 4–1. Gonzalo Higuain hat-trick i den här matchen och det övriga målet var ett självmål. I sista matchen mot Grekland kunde man vinna med 2–0 då det stod 0–0 i 75 minuter.
I åttondelsfinalen mot Mexiko vann man med 3–1. I kvartsfinalen mot blivande bronsmedaljörerna Tyskland hade man chans till revansch, men tyskarna spelade ut Argentina och vann med 0–4, men trots förlusten hyllades Maradona och spelarna i hemkomsten

### 2014: Förlust mot Tyskland i VM-finalen
Argentina vann alla gruppspelsmatcher mot Bosnien, Iran och Nigeria, och vann sedan mot Schweiz (efter förlängning), Belgien och Nederländerna (efter straffläggning) i slutspelet. Finalen förlorade Argentina med 0–1 efter att Mario Götze, som hoppade in i den 88:e minuten, fick bollen i straffområdet i den 113:e minuten, framspelad av André Schürrle. Götze tog ned bollen skickligt och sköt in 1–0 i bortre hörnet.
Argentina hade en möjlighet att kvittera då domaren blåste frispark nära tyska målet i 122:a minuten. Lionel Messi sköt frisparken över mål och Argentina förlorade. 

### 2018: Ut i åttondelsfinal
Argentina gick vidare från gruppspelet som grupptvåa med 4 poäng, efter ett sent mål av Marcos Rojo i sista matchen, vilket gav 2-1-seger mot Nigeria. Åttondelsfinalen mot Frankrike slutade med förlust, 3-4, främst efter två mål av Kylian Mbappé i andra halvleken.

### 2022: Mästare efter 36 år
Argentina kom med förväntningar på sig, efter att ha vunnit Copa America året innan. Efter inledande förlust mot Saudiarabien (1-2) så vann Argentina de två återstående gruppspelsmatcherna mot Mexico och Polen. I slutspelet besegrades Australien med 2-1 i åttondelsfinalen. Kvartsfinalen mot Nederländerna gick till straffläggning (som Argentina vann) sedan Nederländerna i matchens sista minut (ordinarie tid) gjort 2-2 på en frispark. Semifinalen var mot Kroatien, som besegrades med 3-0. I finalen mot Frankrike så ledde Argentina länge med 2-0, innan två snabba mål av Kylian Mbappé gav ställningen 2-2. I förlängningen gjorde Argentina 3-2, innan en straff för Frankrike gav 3-3. Efter straffläggning vann Argentina och blev världsmästare efter 36 år. Laget togs två dagar senare emot av uppskattningsvis 4 till 5 miljoner människor runt obelisken i Buenos Aires, under segerparaden med buss.
Bärande spelare i laget var främst Emiliano Martinez, Enzo Fernandez, Alexis Mac Allister, Julián Álvarez och kapten Lionel Messi, den sistnämnda med 7 mål och fyra assist i mästerskapet, samt två mål i straffläggningar.

## Argentina i OS
Argentina har vid enstaka tillfällen spelat i OS-turneringar och gått till final tre gånger. Första gången man deltog 1928 gick man till final. Den förlorades mot rivalen Uruguay efter 1–1 och 1–2 efter omspel. 1964 åkte man ur gruppspelet efter att ha förlorat sensationellt mot Japan och oavgjort mot Ghana efter att ha tappat en ledning.
1988 var man tillbaka i OS. Efter en svag inledning med oavgjort mot USA och förlust mot Sovjetunionen (senare mästare) vann man med knappa 2–1 mot Sydkorea. I kvartsfinalen mötte man största rivalen Brasilien. Det blev förlust med 0–1. 
1996 skulle bli bättre än åtta år tidigare. Man vann sin grupp och spelade kvartsfinal mot Spanien som utklassades med 4–0. I semin mötte man Portugal som man hade mött i gruppspelet (1–1) och vann med 2–0. I finalen väntade Nigeria som slagit ut Brasilien i semi. Matchen avgjordes i förlängning där Nigeria sensationellt vann. Argentina hade med profiler som Hernán Crespo, Javier Zanetti, Ariel Ortega, Roberto Ayala, Claudio López.
2004 vann Argentina OS-fotbollen för första gången. Carlos Tévez var lagets skyttekung med sina 8 mål och ledde laget till det argentinska guldet. I första matchen vann man med hela 6–0 mot Serbien och Montenegro och vann sedan mot Tunisien och Australien. I kvartsfinalen slog man Costa Rica och i semi Italien. I finalen mot Paraguay gjorde Carlos Tevez matchens enda mål och guld till Argentina. Målvakten German Lux släppte inte in ett enda mål i hela turneringen. 
Profiler i laget var Carlos Tévez (hela turneringens bäste spelare), Gabriel Heinze, Germán Lux, Javier Saviola, Fabricio Coloccini.

## Spelare
Följande 26 spelare var uttagna till Världsmästerskapet 2022.
Matcher och mål är uppdaterade per den 9 december 2022 efter matchen mot Nederländerna.
| Nr | Pos. | Namn                | Födelsedatum (ålder) | Matcher | Mål |           | Klubb                  |
| -- | ---- | ------------------- | -------------------- | ------- | --- | --------- | ---------------------- |
| 1  | MV   | Franco Armani       | 16 oktober 1986      | 18      | 0   | Argentina | River Plate            |
| 12 | MV   | Gerónimo Rulli      | 20 maj 1992          | 4       | 0   | Spanien   | Villarreal             |
| 23 | MV   | Emiliano Martínez   | 2 september 1992     | 24      | 0   | England   | Aston Villa            |
|    |      |                     |                      |         |     |           |                        |
| 2  | F    | Juan Foyth          | 12 januari 1998      | 16      | 0   | Spanien   | Villarreal             |
| 3  | F    | Nicolás Tagliafico  | 31 augusti 1992      | 46      | 0   | Frankrike | Lyon                   |
| 4  | F    | Gonzalo Montiel     | 1 januari 1997       | 21      | 0   | Spanien   | Sevilla                |
| 6  | F    | Germán Pezzella     | 27 juni 1991         | 34      | 2   | Spanien   | Betis                  |
| 8  | F    | Marcos Acuña        | 28 oktober 1991      | 48      | 0   | Spanien   | Sevilla                |
| 13 | F    | Cristian Romero     | 27 april 1998        | 17      | 1   | England   | Tottenham Hotspur      |
| 19 | F    | Nicolás Otamendi    | 12 februari 1988     | 98      | 4   | Portugal  | Benfica                |
| 25 | F    | Lisandro Martínez   | 18 januari 1998      | 14      | 0   | England   | Manchester United      |
| 26 | F    | Nahuel Molina       | 6 april 1998         | 25      | 1   | Spanien   | Atlético Madrid        |
|    |      |                     |                      |         |     |           |                        |
| 5  | MF   | Leandro Paredes     | 29 juni 1994         | 49      | 4   | Italien   | Juventus               |
| 7  | MF   | Rodrigo De Paul     | 24 maj 1994          | 49      | 2   | Spanien   | Atlético Madrid        |
| 14 | MF   | Exequiel Palacios   | 5 oktober 1998       | 22      | 0   | Tyskland  | Bayer Leverkusen       |
| 16 | MF   | Thiago Almada       | 26 april 2001        | 2       | 0   | USA       | Atlanta United         |
| 17 | MF   | Alejandro Gómez     | 15 februari 1988     | 17      | 3   | Spanien   | Sevilla                |
| 18 | MF   | Guido Rodríguez     | 12 april 1994        | 27      | 1   | Spanien   | Betis                  |
| 20 | MF   | Alexis Mac Allister | 24 december 1998     | 12      | 1   | England   | Brighton & Hove Albion |
| 24 | MF   | Enzo Fernández      | 17 januari 2001      | 8       | 1   | Portugal  | Benfica                |
|    |      |                     |                      |         |     |           |                        |
|    | A    | Julián Álvarez      | 31 januari 2000      | 17      | 5   | England   | Manchester City        |
| 10 | A    | Lionel Messi        | 24 juni 1987         | 170     | 95  | Frankrike | Paris Saint-Germain    |
|    | A    | Ángel Di María      | 14 februari 1988     | 128     | 27  | Italien   | Juventus               |
| 15 | A    | Ángel Correa        | 9 mars 1995          | 22      | 3   | Spanien   | Atlético Madrid        |
| 21 | A    | Paulo Dybala        | 15 november 1993     | 34      | 3   | Italien   | Roma                   |
| 22 | A    | Lautaro Martínez    | 22 augusti 1997      | 45      | 21  | Italien   | Inter                  |

| Nr | Namn              | Karriär   | Matcher | Mål |
| -- | ----------------- | --------- | ------- | --- |
| 1  | Lionel Messi      | 2005–     | 170     | 95  |
| 2  | Javier Mascherano | 2003–2018 | 147     | 3   |
| 3  | Javier Zanetti    | 1994–2011 | 145     | 5   |
| 4  | Ángel Di María    | 2008–     | 128     | 27  |
| 5  | Roberto Ayala     | 1994–2007 | 115     | 7   |
| 6  | Diego Simeone     | 1988–2002 | 104     | 11  |
| 7  | Sergio Agüero     | 2006–2021 | 101     | 41  |
| 8  | Nicolás Otamendi  | 2009–     | 98      | 4   |
| 9  | Oscar Ruggeri     | 1983–1994 | 97      | 7   |
| 9  | Sergio Romero     | 2009–2018 | 96      | 0   |

| Nr | Namn              | Karriär   | Mål | Matcher |
| -- | ----------------- | --------- | --- | ------- |
| 1  | Lionel Messi      | 2005–     | 95  | 170     |
| 2  | Gabriel Batistuta | 1991–2002 | 56  | 78      |
| 3  | Sergio Agüero     | 2006–2021 | 41  | 101     |
| 4  | Hernán Crespo     | 1995–2007 | 35  | 64      |
| 5  | Diego Maradona    | 1977–1994 | 34  | 91      |
| 6  | Gonzalo Higuaín   | 2009–2018 | 31  | 75      |
| 7  | Ángel Di María    | 2008–     | 27  | 128     |
| 8  | Luis Artime       | 1961–1967 | 24  | 25      |
| 9  | Leopoldo Luque    | 1975–1981 | 22  | 45      |
| 9  | Daniel Passarella | 1976–1986 | 22  | 70      |